# 吳剛思
吳剛思（？—？年），字德乾，號修蟾，又號夕龛居士，南直隶常州府武进县人，明末清初政治人物。

## 生平
崇禎十二年（1639年）己卯科中式應天府鄉試第四十六名舉人，崇禎十六年（1643年）癸未科會試第三十一名，三甲第一百五名進士。授给事中，后由给谏降授武昌府知事，不久告归，仿林和靖养鹤于家，与鹤为伴。入清后，起为饶州司理、大冶知县，后谪武昌从事，抑郁而终。著《远山阁诗集》。

## 家族
曾祖吳性，嘉靖乙未進士，尚宝司丞，赠少傅大學士
。祖父吳中行，隆慶辛未會魁，翰林學士，赠礼部侍郎。父吳亮，萬曆辛丑會魁，大理寺少卿，鄉正賓。
兄吳柔思（天啓二年進士）、吳恭思、吳毅思、吳簡思（崇禎四年進士）。弟吳止思。